# Stripakonflikten

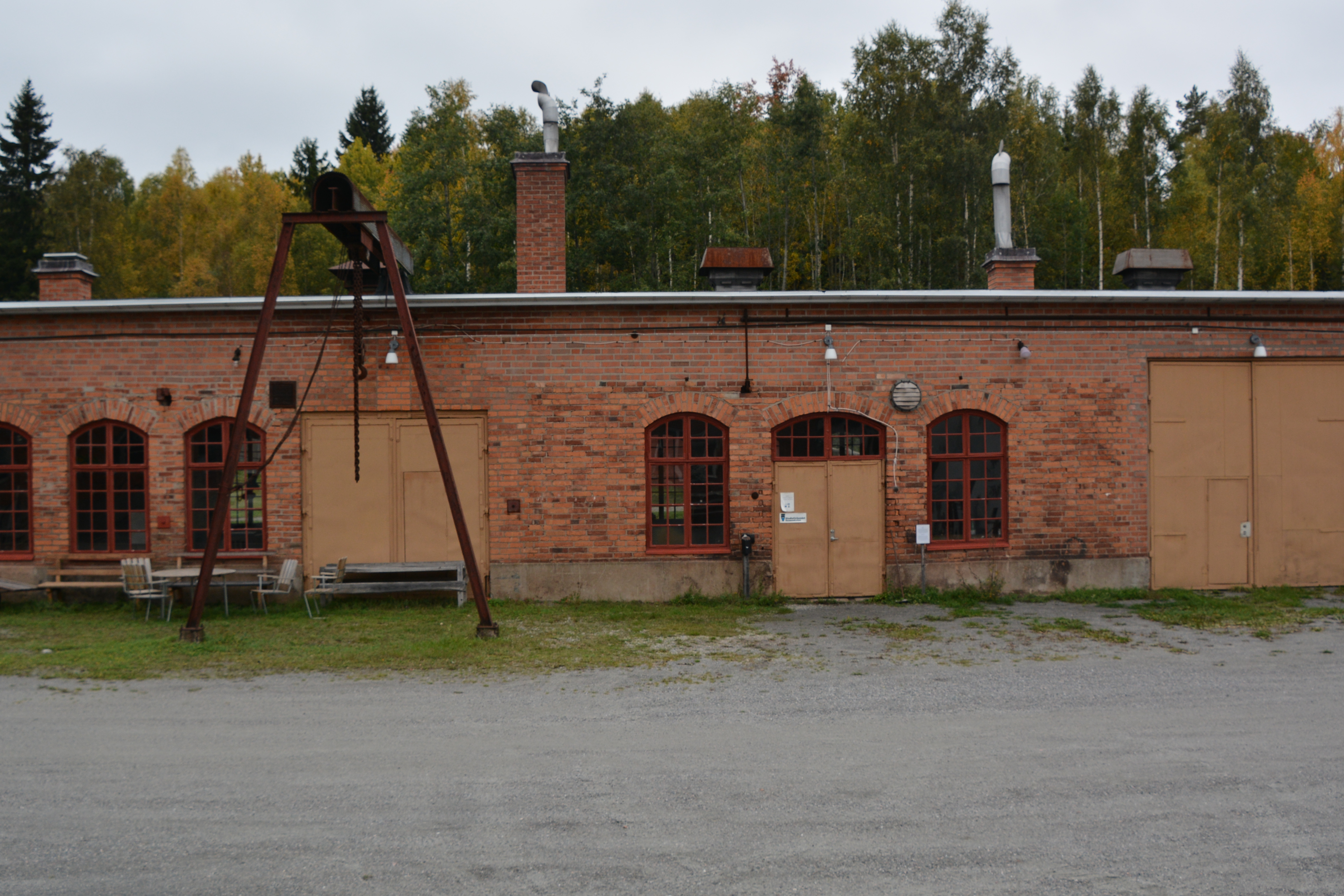
Smedjan vid Stripa gruva, byggd 1907

Stripakonflikten var en svensk arbetsmarknadskonflikt vid Stripa gruva i Guldsmedshyttan som varade mellan mars 1925 och maj 1927.

## Strejkens början
Merparten av gruvarbetarna i Stripa var organiserade i den syndikalistiska Guldsmedshyttans lokala samorganisation, en del av Sveriges Arbetares Centralorganisation (SAC). De krävde en löneökning med 25 procent. Arbetsgivaren gick inte med på kraven, och lokal strejk bröt ut den 9 mars 1925. Under strejken rådde enighet mellan Guldsmedshyttans lokala samorganisation och lokalavdelning 22 av Svenska Gruvindustriarbetareförbundet. I oktober 1925 begärde arbetsgivaren att arbetslöshetskommittén i Linde landskommun skulle anvisa så kallade nödhjälparbetare till arbete vid Stripa gruvfält trots den pågående konflikten. Kommittén beslöt hänskjuta frågan till Statens arbetslöshetskommission som avslog begäran med motivering att lönerna på orten var lägre än normalt. Stripa Grufvebolag återkom efter misslyckade förlikningsförhandlingar med en ny begäran i början av 1926 och erbjöd då en något högre lön. Arbetslöshetskommissionen beslöt vid detta tillfälle att anvisa femton arbetslösa till malmlastning. Den socialdemokratiska regeringen begärde en ny prövning av arbetslöshetskommissionen men beslutet ändrades inte.

## Rikspolitiska följder
Stripakonflikten bidrog till ett regeringsskifte. I en behandling av regeringens handlande i statsutskottet tillsåg Frisinnade folkpartiets ledare Carl Gustaf Ekman att direktiven om arbetslöshetsbidrag förtydligades på ett sätt som i praktiken upphävde en tidigare kompromiss mellan partierna från 1922. Detta nya direktiv, det så kallade Stripadirektivet, tolkades av socialdemokraterna som ett premierande av strejkbryteri i vissa fall. Ekman lyckades samla borgerligheten så att båda kamrarna antog utlåtandet och den socialdemokratiska regeringen under Rickard Sandler avgick därför den 7 juni 1926. Den efterträddes av en minoritetsregering under Carl Gustaf Ekman.

## Strejkens slut
I maj 1927 presenterades ett nytt förlikningsförslag som också det förkastades av strejkarna. Kort därefter dock nåddes enighet om ett kompromissförslag med något högre löner än förlikningsförslaget.
Stripadirektivet, som ledde till den socialdemokratiska regeringens avgång 1926, upphävdes 1933 under en ny regering ledd av socialdemokraterna och Bondeförbundet.